# Belleville (Métro Paris)

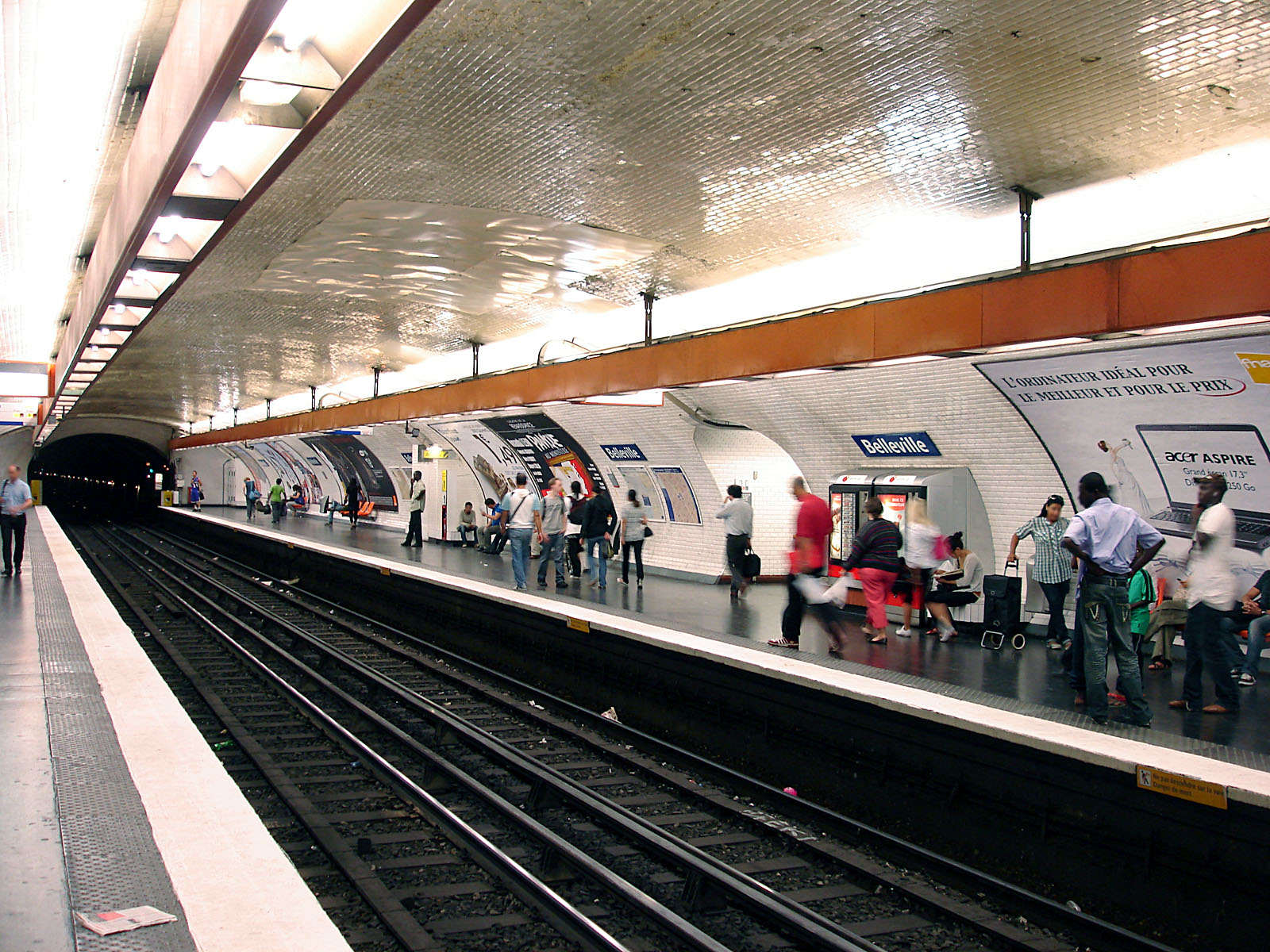
Station der Linie 2

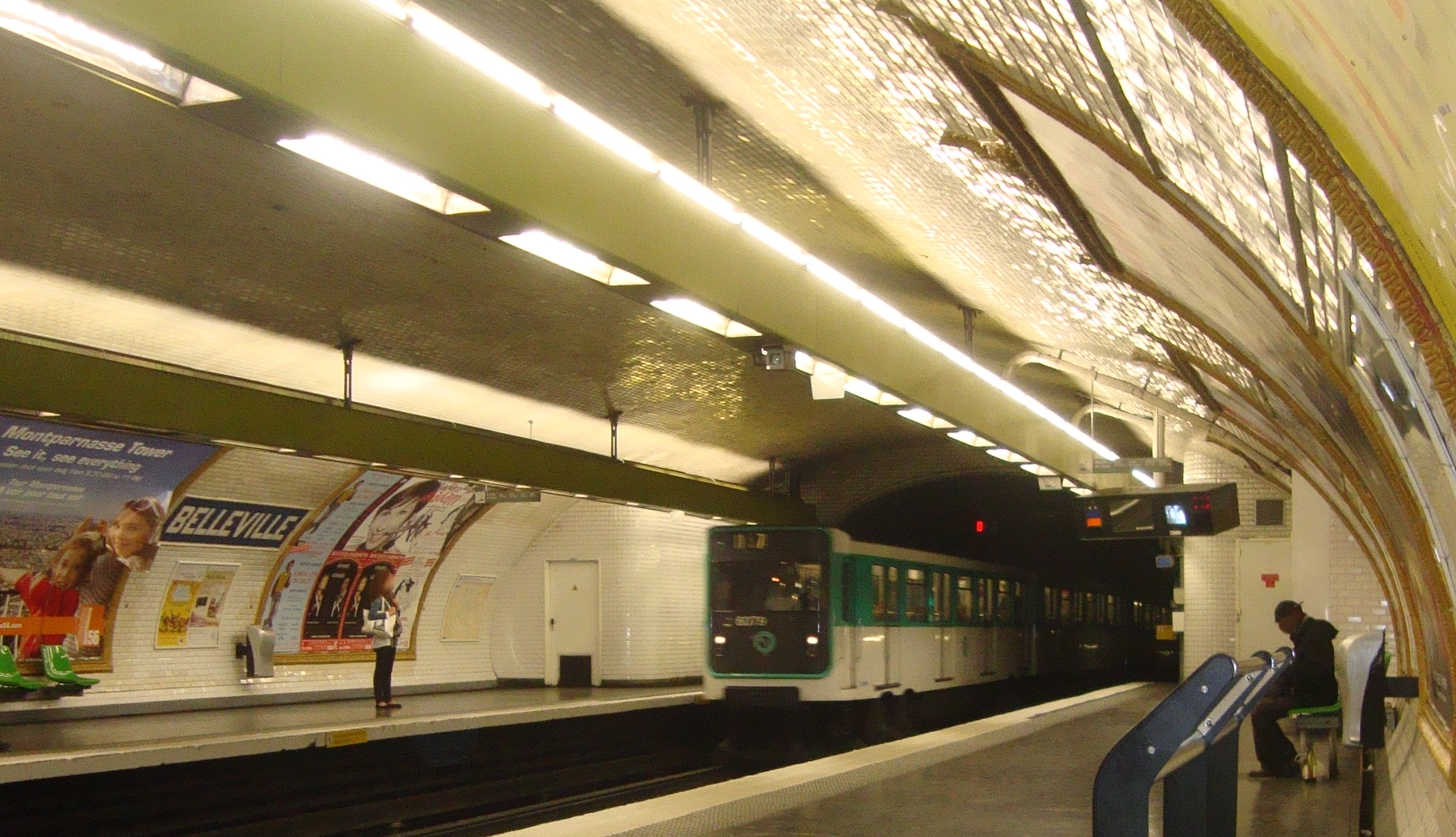
Station der Linie 11 mit einfahrendem Zug der Baureihe MP 59

Belleville [bɛlvil] ist ein unterirdischer Umsteigebahnhof der Linien 2 und 11 der Pariser Métro. Mit etwa 30.000 Fahrgästen täglich zählte er 2004 zu deren zwanzig frequenzstärksten U-Bahnhöfen.

## Lage
Der U-Bahnhof befindet sich am Grenzpunkt des 10., 11., 19. und 20. Arrondissements von Paris. Die Station der Linie 2 liegt unter dem Boulevard de la Villette, die der Linie 11 unter der Rue du Faubourg du Temple.

## Name
Namengebend sind die dort beginnenden Straßen Rue de Belleville und Boulevard de Belleville. Der überwiegend östlich des U-Bahnhofs gelegene Stadtteil Belleville liegt auf dem Gebiet der bis 1860 eigenständigen Gemeinde Belleville im Arrondissement Saint-Denis.

## Geschichte und Beschreibung
Die Station der Linie 2 wurde am 31. Januar 1903 mit Eröffnung der Linie 2 Nord in Betrieb genommen. Diese wurde damals von Anvers nach Bagnolet (seit 1970: Alexandre Dumas) verlängert.
Am 28. April 1935 wurde die Station an der Linie 11 eröffnet, die am selben Tag auf dem Abschnitt von Châtelet bis Porte des Lilas in Betrieb ging. 1956 wurde die Linie 11 für den Betrieb mit gummibereiften Zügen umgerüstet.
Beide Stationen haben Seitenbahnsteige an zwei Streckengleisen. Sie liegen unter elliptischen, weiß gefliesten Gewölben und weisen die ursprüngliche Pariser Standardlänge von 75 m, ausreichend für Fünf-Wagen-Züge, auf. Nördlich ihrer Station hat die Linie 2 ein Abstellgleis, südlich wird ihre Strecke von der Linie 11 nahezu rechtwinklig unterquert. Westlich der Station der Linie 11 befindet sich ein einfacher Gleiswechsel.
Die fünf Zugänge liegen sämtlich an der Kreuzung der Straßenzüge Boulevard de la Villette – Boulevard de Belleville und Rue du Faubourg du Temple – Rue de Belleville. Zwei davon sind durch je einen von Adolphe Dervaux im Stil des Art déco entworfenen Kandelaber markiert.

## Fahrzeuge
Auf der Linie 2 liefen zunächst zweiachsige Fahrzeuge mit Holzaufbauten, die Züge bestanden aus sechs kurzen Beiwagen und einem Triebwagen an jedem Zugende. Von 1914 bis 1981 wurde die Linie von fünfteiligen, grün lackierten Sprague-Thomson-Zügen befahren. Da sie mittelfristig nicht auf gummibereifte Fahrzeuge umgestellt werden sollte, kam ab 1979 die Baureihe MF 67 auf die Strecke, die ihre Vorgänger innerhalb von zwei Jahren vollständig ablöste. Seit 2008 kommen Serienfahrzeuge der Baureihe MF 01, seit 2011 ausschließlich, zum Einsatz.
Die Linie 11 wurde zunächst ebenfalls mit Sprague-Thomson-Zügen betrieben. Nach dem Umbau der Strecke im Jahr 1956 wurden sie zunächst durch die luftbereifte Baureihe MP 55 ersetzt. Seit 1999 verkehren Vier-Wagen-Züge der Baureihen MP 59 und (seit 2009) MP 73. Anfang Juni 2023 begann die schrittweise Umstellung der Linie 11 auf Fünf-Wagen-Züge der Baureihe MP 14.